# (12835) Stropek
(12835) Stropek es un asteroide que forma parte del cinturón de asteroides y fue descubierto por el equipo del Observatorio Kleť el 7 de febrero de 1997 desde el observatorio homónimo cerca de České Budějovice, República Checa.

## Designación y nombre
Stropek fue designado al principio como 1997 CN13.
Más adelante, en 2000, se nombró en honor de Václav Stropek, técnico del observatorio donde se descubrió el asteroide.

## Características orbitales
Stropek está situado a una distancia media de 2,323 ua del Sol, pudiendo acercarse hasta 2,03 ua y alejarse hasta 2,616 ua. Su inclinación orbital es 7,815 grados y la excentricidad 0,1262. Emplea en completar una órbita alrededor del Sol 1293 días. El movimiento de Stropek sobre el fondo estelar es de 0,2784 grados por día.

## Características físicas
La magnitud absoluta de Stropek es 14,2.